# Georges de Villebois-Mareuil
Pour les articles homonymes, voir Villebois (homonymie).
Georges Henri Anne Marie Victor de Villebois-Mareuil, né le 22 mars 1847 à Nantes et mort à Boshof, en Afrique du Sud, le 5 avril 1900, est un militaire français. Il reste principalement connu pour son engagement aux côtés des Boers contre l'armée britannique lors de la seconde guerre des Boers.

## Biographie

### Jeunesse
Georges de Villebois-Mareuil est le fils de Félix de Villebois-Mareuil et de Marie Léonie de Cornulier, et le petit-fils de Félix de Villebois. Il passa son enfance au château de Bois-Corbeau situé sur la commune de Saint-Hilaire-de-Loulay (Vendée), et au château de la Guenaudière, à Grez-en-Bouère. Son frère, Christian de Villebois-Mareuil, fut maire de cette dernière commune, et député de la Mayenne.
En 1863, alors qu'il n'avait que 16 ans, il obtint son baccalauréat.

### Carrière d'officier
En 1865, il est admis à l'école militaire de Saint-Cyr. Sorti sous-lieutenant en 1867, officier de l'infanterie de marine, il est envoyé en Cochinchine, où il sert comme officier d'ordonnance du gouverneur qui était aussi son oncle. 
Revenu en France en novembre 1870 alors que le pays est en guerre contre la Prusse et que le Second Empire s'est effondré, il prend le commandement d'une compagnie de chasseurs à pied à Tours, alors siège du gouvernement provisoire. Il est envoyé avec l'armée de la Loire pour reprendre Blois, le 28 janvier 1871, où il se distingue et est blessé lors des combats dans les faubourgs de la ville. 
Promu capitaine, il entre en 1877 à l'École de guerre d'où il sort onzième de sa promotion. Il effectue par la suite l'essentiel de sa carrière dans les colonies d'Afrique entre 1881 et 1893. Il participe ainsi à la campagne de Tunisie avant d'être nommé chef d'état-major de la division d'Alger et d'être promu au grade de colonel, ce qui fait de lui, à 45 ans, le plus jeune colonel de l'armée française. Il épouse Paule Estrangin, d'une famille marseillaise, en 1882. Elle décèdera en 1894.
En 1895, n'ayant pas obtenu de pouvoir participer à l'expédition de Madagascar, il s'engage à la Légion étrangère de Sidi-bel-Abbès, laquelle était en partance pour Madagascar. Après six mois de commandement, il demeure maintenu sur place à Sidi-bel-Abbès. Furieux, il décide de quitter l'armée. 
En 1896, désormais rendu à la vie civile, Villebois-Mareuil fonde l'Union des Sociétés régimentaires. Entre 1896 et 1899, il publie des essais militaires et se lance en politique. Séduit par les idées de Charles Maurras, il entre en contact avec les fondateurs de l'Action française.

### La guerre des Boers

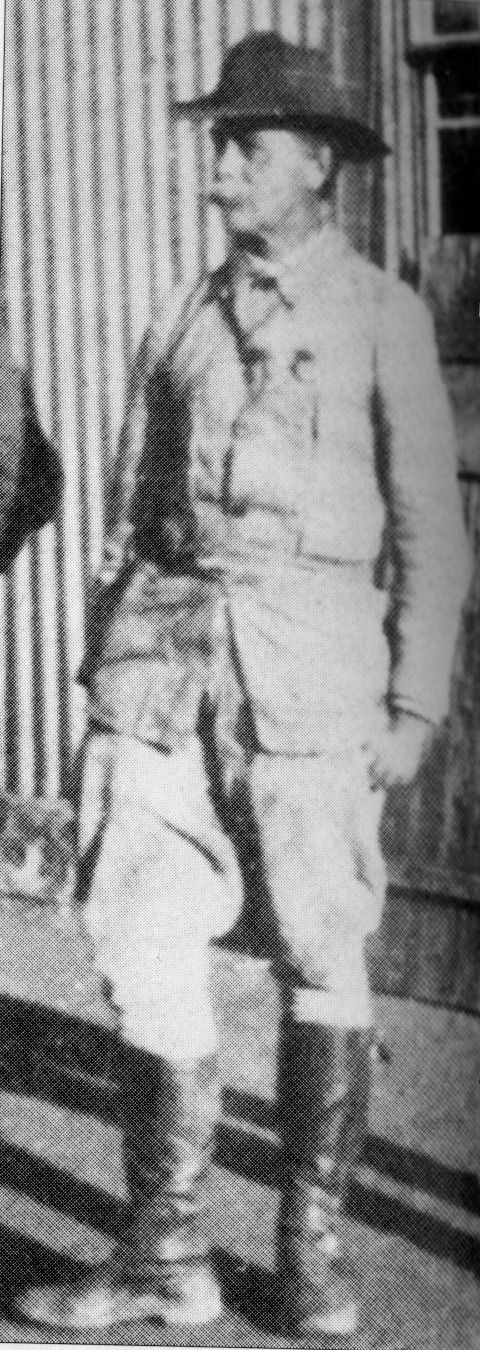
Villebois-Mareuil en 1900.

Échaudé par la crise de Fachoda, il s'enrôle aux côtés des Boers en 1899 lors du déclenchement de la seconde guerre des Boers pour se battre contre les Britanniques.
Il est nommé général par le président Paul Kruger en mars 1899.
Il débarque en Afrique australe le 22 novembre 1899 à Lourenço Marquès dans la colonie portugaise du Mozambique. Il rejoint le Transvaal où il est nommé chef d'état-major du général Piet Joubert. Il participe alors à la bataille de Colenso. Admiratif devant le courage des Boers, il est néanmoins dubitatif sur leur organisation militaire, déplorant « l'anarchie » et « l'individualisme ombrageux et indiscipliné » des combattants, responsables de « sacrifices inutiles ». 
Le président Paul Kruger nomme Villebois-Mareuil au commandement de plusieurs unités de la Légion des étrangers (en). Mais, pris au piège par l'armée britannique en surnombre, il est tué le 5 avril 1900 à la bataille de Boshof (en) dans l'État libre d'Orange. Les Britanniques lui rendent les honneurs militaires avant de l'enterrer sur les lieux de la bataille.
Ses restes furent exhumés en 1971 pour être enterrés au cimetière militaire de Magersfontein, où ils se trouvent toujours.

## Hommages
Sa statue domine la place de la Bourse de Nantes. Deux autres statues existent, au début du xxe siècle, à Orléans et en Mayenne à Grez-en-Bouère.
Un complexe sportif à Château-Gontier, un boulevard et un square de Rennes, un collège et une avenue de Montaigu ainsi qu'une avenue de Nice portent son nom. Des rues ont reçu son nom à Paris (la rue Villebois-Mareuil), mais aussi à Angers, Argenteuil, Aubervilliers, Beauvais, Blois, Bois-Colombes, Chalon-sur-Saône, Champigny-sur-Marne, Cholet, Colombes, Corbeil-Essonnes, Courbevoie, Dijon, Enghien-les-Bains, Fougères, Gennevilliers, La Roche-sur-Yon, Le Blanc, Le Relecq-Kerhuon, Le Vésinet, Les Sables-d'Olonne, Lyon, Nancy, Nantes, , Saint-Denis (Seine-Saint-Denis), Saint-Malo, Saint-Nazaire, Saint-Quentin, Sucy-en-Brie, Villemomble, et Vincennes, ainsi qu'une société de tir sportif à Venansault. À Paris, la rue des Frères-Périer porta initialement le nom de « rue Villebois-Mareuil ».

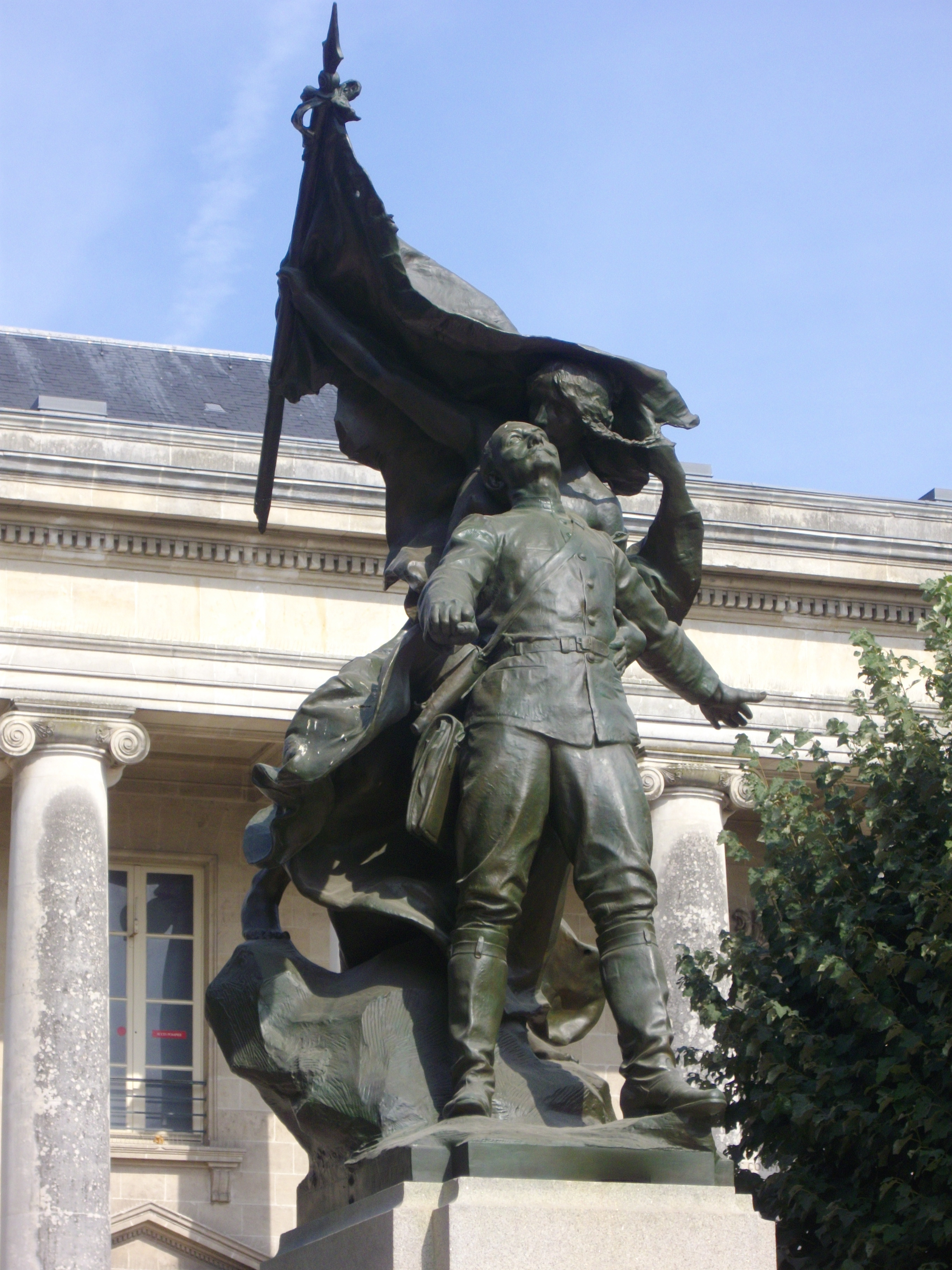
Statue de Villebois-Mareuil, place de la Bourse à Nantes, due à Raoul Verlet.
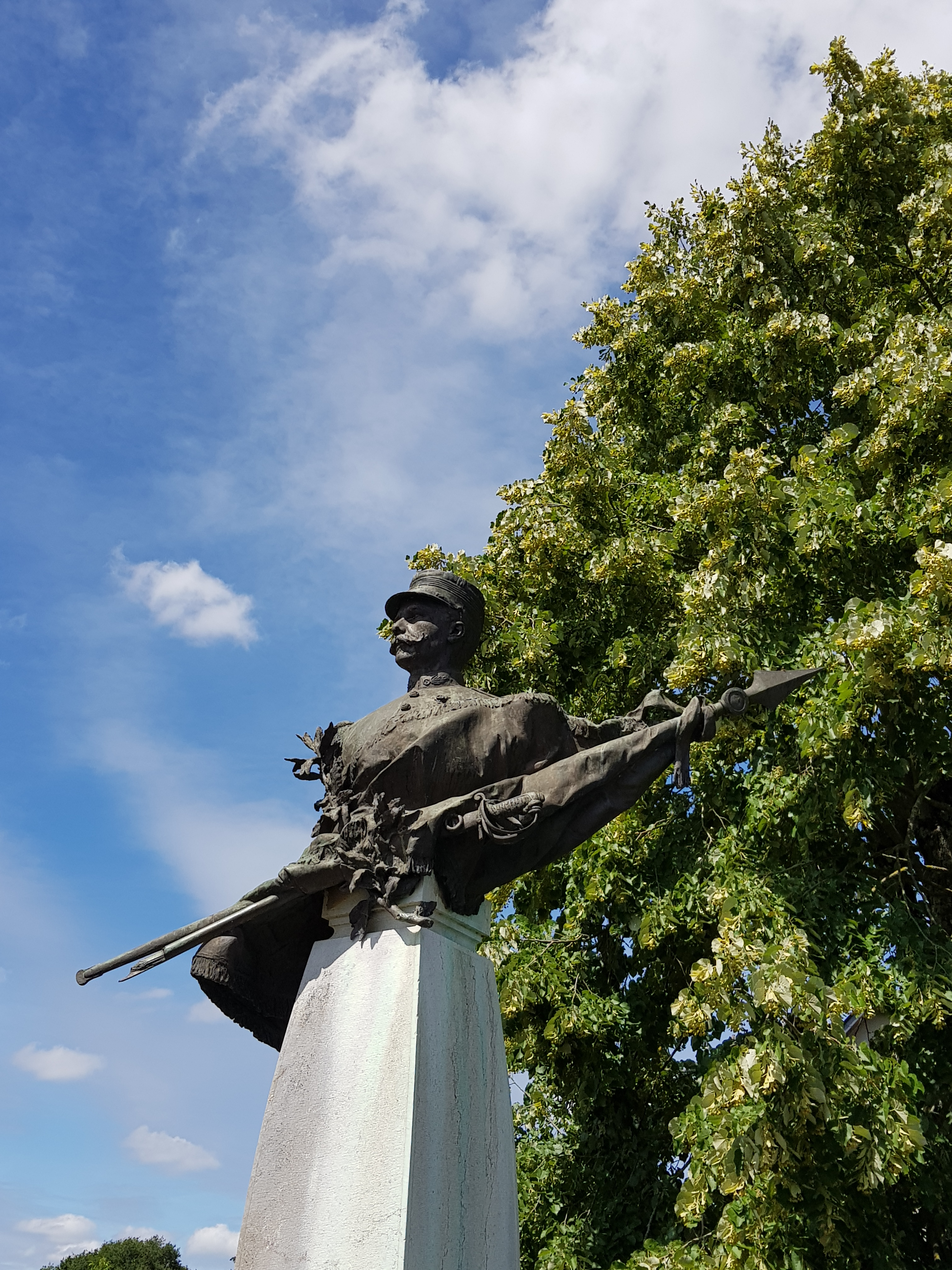
Buste de Villebois-Mareuil, à Grez-en-Bouère.
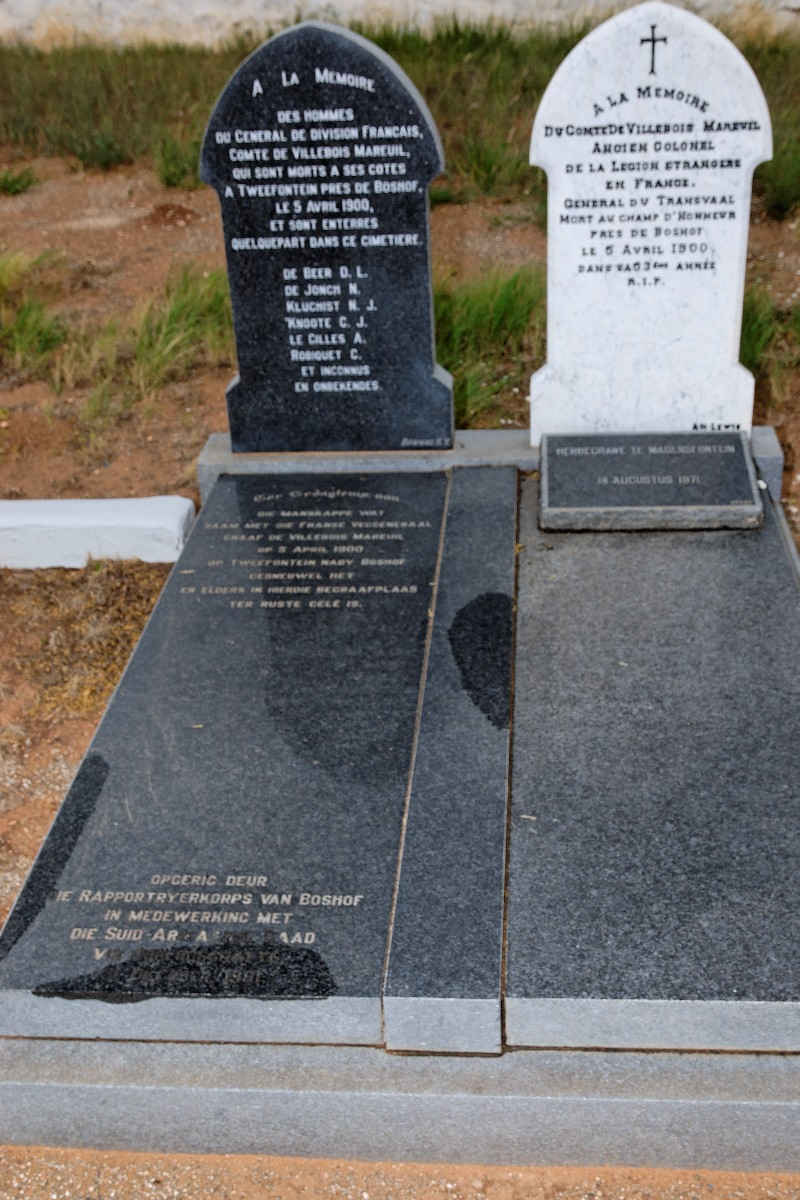
Tombe à Boshof, Afrique du Sud.

La promotion 1900-1901 de l'école de sous-officiers de Saint-Maixent porte son nom.
En France, 86 rues, places, quai, etc. portent ou ont porté le nom de Villebois-Mareuil.
Une chanson fut composée en son honneur par Théodore Botrel qui dit :
| A Villebois de Mareuil | To Villebois de Mareuil (en anglais) |
| --- | --- |
| Sa mort est une apothéose Un exemple à suivre demain ; Il meurt pour une belle cause, La gloire au front, l'épée en main. Au milieu des Boers Il dort pour toujours ! Nos vivats, grâce au vent qui passe Trouveront son lointain cercueil ; Saluons à travers l'espace Le vaillant Villebois-Mareuil. | His death is a grand finale An example he'll remain He died for a just cause With Glory in his smile, a sword in his fist Amongst his Boers An eternal rest he takes To us of the living wind that blows Find his distant grave Greetings from afar Our own Valiant Villebois-Mareuil |

## Divers
Son personnage apparaît dans la série de télévision Pour tout l'or du Transvaal de Claude Boissol.
Son caractère exalté et romanesque fut l'une des nombreuses sources d'inspiration pour le personnage de Cyrano, dans la pièce Cyrano de Bergerac. En effet Edmond Rostand l'avait bien connu, car il était un cousin de Paule Estrangin, la femme de Villebois-Mareuil.

## Publications
- Études militaires. Notre frontière des Alpes. Catinat, Berwick, Vauban, Bugeaud, Paris, J. Gervais, 1885, 24 p.
- L'armée russe et ses chefs en 1888, Paris, Librairie moderne, 1888, 297 p.
- Le maréchal de Moltke, Paris, Librairie moderne, 1888, 271 p.
- George Simmy [pseudonyme de Villebois-Mareuil], Sacrifiés, Paris, Charpentier, 1891, 320 p.
- Carnet de campagne du colonel de Villebois-Mareuil, préface d'Eugène-Melchior de Vogüé, Paris, Société d'éditions littéraires et artistiques, 1902, 315 p.